# Uintatério
O Uintatério (Uintatherium anceps) era um mamífero pré-histórico que viveu há cerca de 50 milhões de anos, herbívoro, principal representante da ordem Dinocerata. Possuía três pares de protuberâncias ósseas no alto do crânio, que lhe propiciavam uma ferramenta para sua defesa contra predadores. Seus caninos eram longos e afiados e provavelmente eram usados em batalhas com animais da mesma espécie (principalmente entre machos). Tinha o tamanho de um grande rinoceronte e se assemelhava um pouco a ele, porém não tinha parentesco.

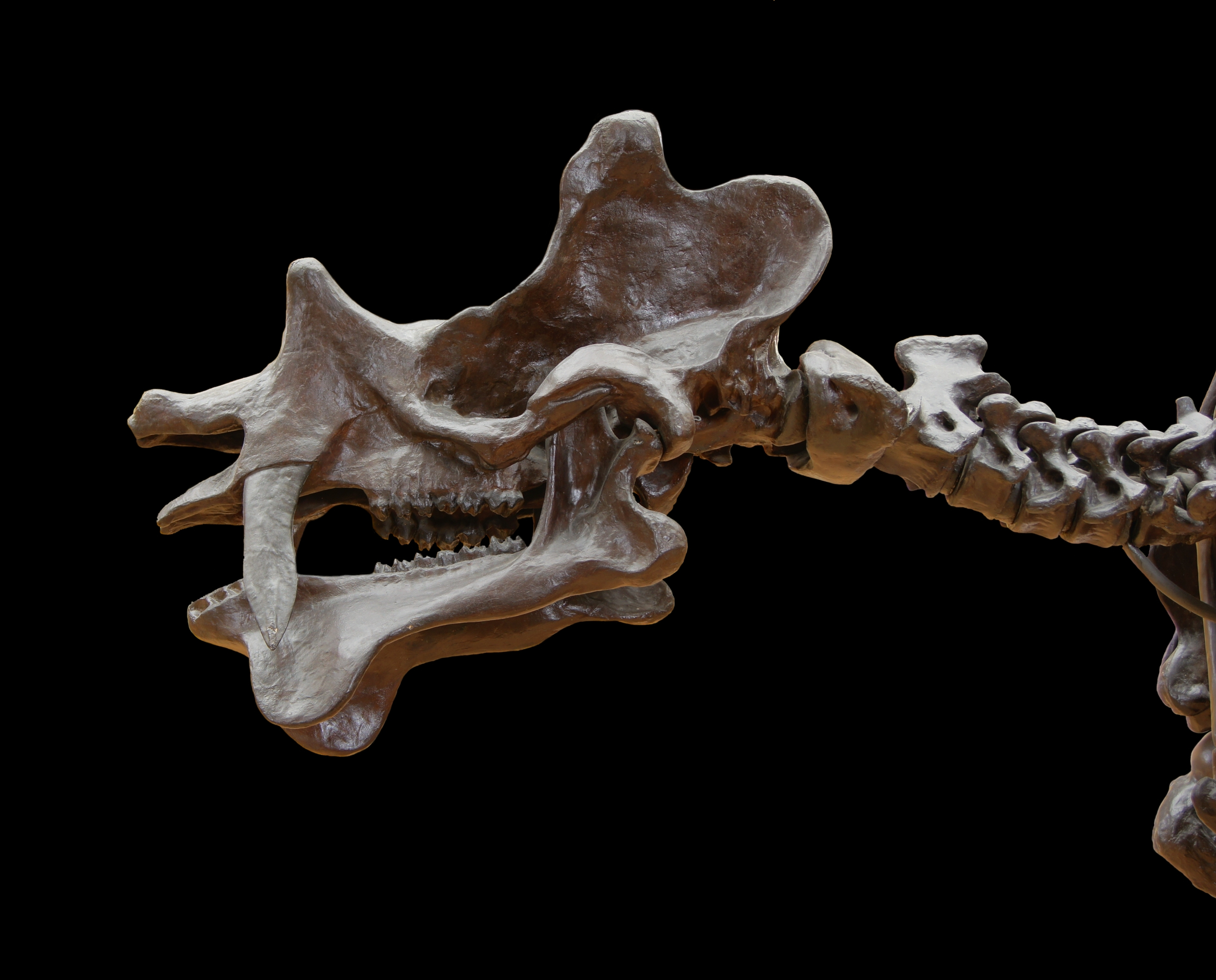
Modelo de um esqueleto de Uintatério.